# Lasaeola oceanica
Lasaeola oceanica là một loài nhện trong họ Theridiidae.
Loài này thuộc chi Lasaeola. Lasaeola oceanica được Eugène Simon miêu tả năm 1883.